# ライフビジネスウェザー
株式会社ライフビジネスウェザー（Life & Business Weather Inc.）は、民間の気象情報会社で、気象業務法に基づく予報業務許可事業者（第83号）である。

## 概要
生活に密着した生活気象（ライフウェザー）と業務上役立つ産業気象（ビジネスウェザー）を応用し、市場のニーズに合わせて局地気象予測をコンテンツ化し、提供する“しくみ”や表現方法までこだわり、実生活や業務で使えるツールを企画・開発・販売している。

## 沿革
- 1998年
  - 1月 - 石川勝敏が健康気象情報会社「ケアーネットワーク」を設立し運営開始
  - 3月 - 香川県情報化推進機構モデル実験事業に参加
- 2001年4月 - 生活気象マーチャンダイジング事業を開始
- 2003年8月 - 株式会社ケアーネットワークから株式会社ライフビジネスウェザーに社名変更
- 2004年5月 - 東京電力子会社である気象会社「ウェザーライン」の営業を譲り受ける
- 2005年1月 - Yahoo!動画に気象番組「Sky Ribbon」を番組配信
- 2006年6月 - 株式会社ドワンゴと業務提携
- 2008年8月 - 全国1kmメッシュ高精細予報「10分天気」を開発、配信始める
- 2009年
  - 3月 - 建設現場向け気象情報、安全建設気象モバイル「KIYOMASA」をリリース
  - 6月 - 気象予報士による「労災防止・安全対策セミナー」リリース
- 2010年
  - 2月 - 自治体向け安全安心気象情報「SAKIMORI」リリース
  - 5月 - 現場の災害リスク事前調査「ハザード・プレサーチ」リリース
- 2011年
  - 3月 - 「KIYOMASA」がNETIS（国土交通省新技術情報提供システム）に登録 『KT-100110』
  - 10月 - 1kmメッシュ10分天気による「あめふるコール」iPhone版アプリリリース
  - 11月 - 1kmメッシュ10分天気による「あめふるコール」Android版アプリリリース
  - 12月 - 1kmメッシュ過去気象データ提供「エビデンス帳票出力サービス」リリース
- 2012年
  - 1月 - 海洋工事現場向け「KAIHO」をリリース
  - 2月 - 東北のさくらをみんなで見に行こう！「さくらで元気プロジェクト2012」始動
  - 5月 - ストーム・爆弾低気圧情報サイト「ストームレーダー」リリース
- 2013年10月 - 「寒さスイッチ×おでん前線」特設サイトオープン
- 2014年
  - 3月 - 「KIYOMASA」がNETISの設計比較対象技術に認定 『KT-100110-V』
  - 10月 - 「生活気象ラボ」サイトオープン
- 2015年
  - 3月 - がんばる中小企業・小規模事業者300社に選ばれる
  - 10月 - 「KIYOMASA」がNETISの、"継続調査等を必要としない"設計比較対象技術に認定 『KT-100110-VE』

## 事業内容
- 建設気象

ライフビジネスウェザーの1kmメッシュ高精細気象情報をもとに開発した、建設工事現場向け、安全・工程管理のためのソリューションである。国土交通省新技術情報システムNETISに登録された安全建設気象モバイルKIYOMASA、災害リスク事前調査など、技術提案や施工段階で活用できる商品を多く揃えている。
- 健康気象

気象変化によって生じる健康状態の変化（気象病）や罹患者数に明確な季節性が認められる症状（季節病）に関する情報を発信するサービスを行う。「かぜ予報」「熱中症予報」「花粉予報」「紫外線予報」「痛み予報」などがその代表的なコンテンツである。
- 流通気象

気象変化と商品の販売動向との相関を生気象学的観点から分析し、それと詳細な天気予報との融合によって、需要予測や商品開発に活用する事業「ライフウェザーマーチャンダイジング」（Life weather merchandising；通称LMD）サービスを、流通小売や食品メーカーなどに対して展開する。
- メディア気象

単なる気象解説だけでなく、自身で解析し、解説できる気象キャスターを養成し、テレビ局等に派遣を行っているほか、テレビ局、ラジオ局への天気予報原稿提供サービスを行う。さらに、デジタルサイネージや携帯サイトを運営するコンテンツプロバイダーに対して、各種気象情報の配信も行う。

## 主な所属気象予報士
- 伊藤宏幸
- 小越久美
- 城田敦子
- 鈴木真一
- 高井伴明
- 高塚哲広
- 橋詰尚子
- 藤田友香
- 山本志織（2012年4月から1年間セント・フォースと重複所属）
- 舘道直佳